# Squatina argentina
Lo squalo angelo argentino è una specie di squalo appartenente alla famiglia squatinidae. Inizialmente fu classificato erroneamente come squatina argentina ocellatum.

## Distribuzione e habitat

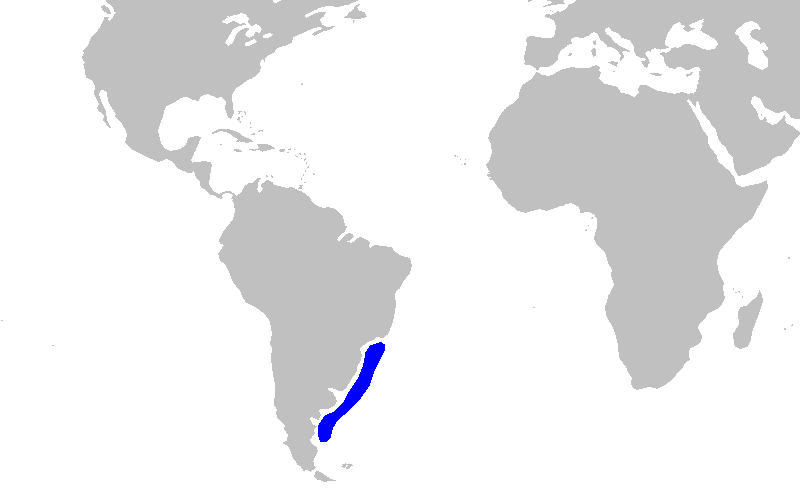
Distribuzione

È presente nell'oceano Atlantico, lungo le coste dell'Argentina. Vive sul fondo, di solito nella sabbia o nel fango, abbastanza in profondità.

## Descrizione
È uno squalo piccolo, di circa 1 m. Il dorso è marrone cioccolato con diversi puntini più chiari. Il corpo è piatto e le pinne pettorali sono ampie.

## Dieta
Si nutre di pesci, calamari e gamberi.

## Riproduzione
È una specie ovovivipara. Può avere dai 7 agli 11 cuccioli.

## Conservazione
Vista la distruzione dell'habitat e la cattura accidentale con le reti da posta, S.argentina è classificata come specie in pericolo.